# Sven-Bertil Taube
Sven-Bertil Gunnar Evert Taube, född 24 november 1934 i Hedvig Eleonora församling i Stockholm, död 11 november 2022 i London, Storbritannien, var en svensk skådespelare och sångare.
Han var son till Astri och Evert Taube, och tillhörde den adliga ätten Taube. I hans repertoar ingick bland annat faderns visor.

## Biografi
Sven-Bertil Taube växte upp på Östermalm, närmare bestämt på Grev Turegatan. Efter studentexamen vid Beskowska skolan i Stockholm studerade han 1953 vid Cherry Lawn School i Connecticut i USA, där han tog examen 1954. I USA spelade han även in sin första LP-skiva Swedish Folk Songs & Ballads 1954 för Ask Records & Ethnic Folkways. År 1956 reste Taube till Madrid för gitarrstudier för Quentin Esquimbre. Han tog teaterlektioner vid Witzanskys teaterskola i Stockholm 1958 och började på Dramatens elevskola 1959. På Dramaten debuterade Taube i Gisslan 1960 och medverkade i pjäser som bland annat Hamlet, Romeo och Julia, Svejk i andra världskriget, Å vilket härligt krig och Klas Klättermus.
Taube spelade komedi, musikal och operett, bland annat Toffelhjältar på Lisebergsteatern i Göteborg 1979, Glada änkan i Köpenhamn 1986, La Cage aux Folles i Oslo 1987, Kiss Me, Kate på Malmö Stadsteater 1988 och Art på Folkan i Stockholm 1993.
Vid sidan av skådespeleriet blev Taube känd som vissångare och estradör. Hans många inspelningar till orkesterarrangemang av barndomsvännen Ulf Björlin revolutionerade svensk viskonst i slutet av 1950-talet. Han tolkade framgångsrikt poeter som Carl Michael Bellman, Nils Ferlin, Leo Ferré, Lars Forssell, Ulf Peder Olrog, Mikis Theodorakis och Evert Taube. Taube blev anledningen till en Bellman-renässans och exempelvis Fred Åkerström nämner Taube som en inspiration till sitt eget Bellman-tolkande.År 1970 började Sven-Bertil Taube framträda med Evert Taube vid dennes sommarkonserter på Gröna Lund. Efter faderns död förde han själv traditionen vidare med årliga sommarkonserter på Gröna Lund.
Taube filmdebuterade 1949 i Evert Taube-filmen Sjösalavår där han spelade sig själv. Han var därefter flitigt förekommande på film och i TV bland annat För vänskaps skull och Tillsammans med Gunilla måndag kväll och tisdag (båda 1965), och Ön (1966). Han fick sin första internationella filmroll i filmen Smörblommekedjan (1970) och påbörjade även en bitvis framgångsrik internationell filmkarriär med bland annat rollen som luftwaffekapten von Neustadt i Örnen har landat (1976).

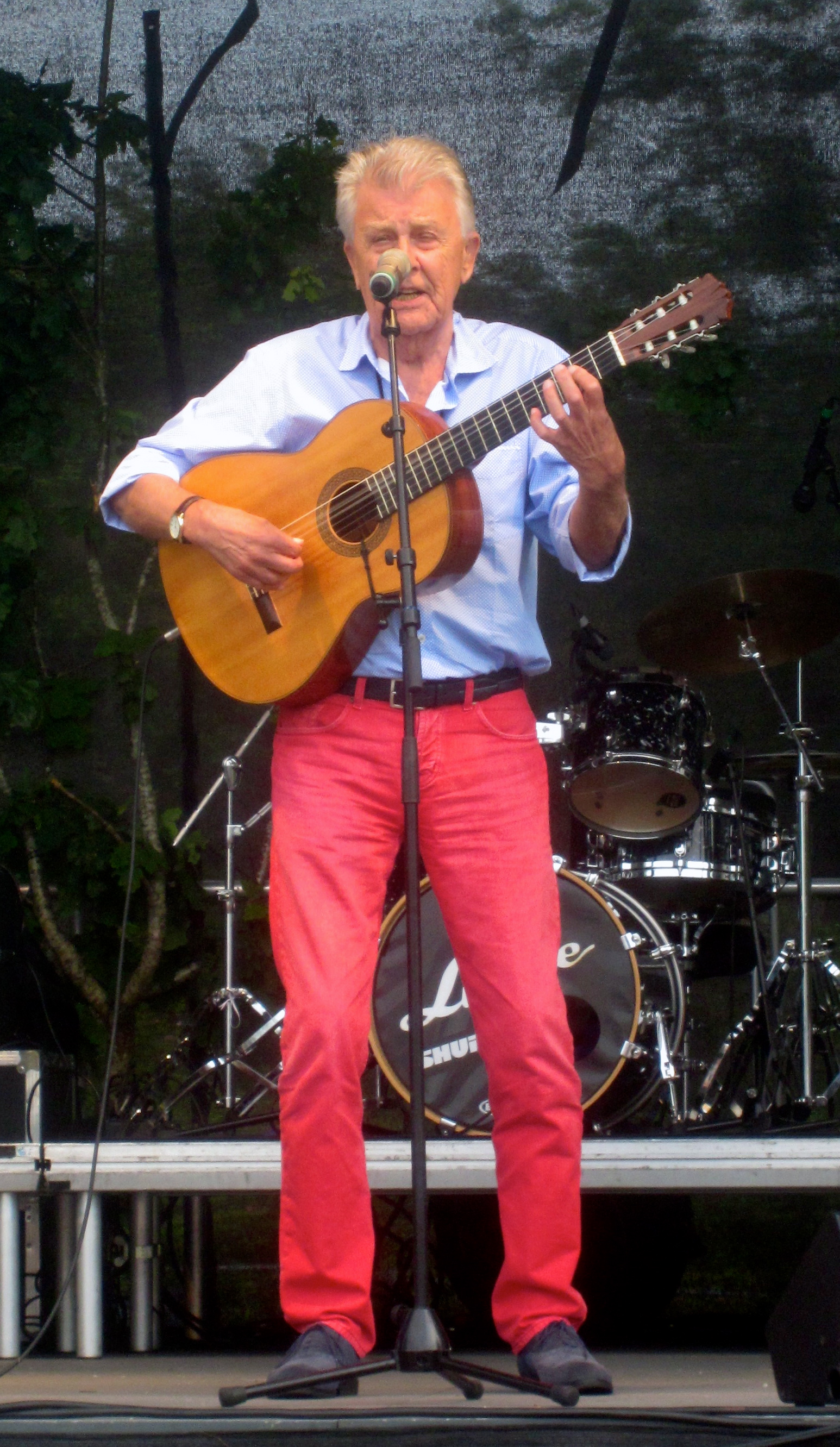
Sven-Bertil Taube vid Taube-spelen på Tanumstrand, Grebbestad den 12 juli 2015.

Från 1990-talet påbörjade han en ny framgångsrik omgång av svenska filmer, inte minst med flera produktioner av Richard Hobert såsom Ålder okänd (1991), Händerna (1994), för vilken han tilldelades en Guldbagge som Bästa skådespelare, Födelsedagen (2000), Tre solar (2004) och En enkel till Antibes (2011) som även den genererade en Guldbagge till Taube. Han medverkade också i storfilmer som Jerusalem (1996), för vilken han blev Guldbagge-nominerad som Bästa manliga biroll, Swedenhielms (2003), TV-serien Danslärarens återkomst (2004), Arn – Tempelriddaren (2007). Även för rollen som den gamle mångmiljonären Henrik Vanger i Millenniumtrilogins första del Män som hatar kvinnor (2009) blev han Guldbagge-nominerad som Bästa manliga biroll. 2015 medverkade han i TV4:s program Så mycket bättre.
Som bosatt i London sedan tidigt 1970-tal gjorde Taube också insatser inom brittisk teater, bland annat som prins Albert i musikalen I and Albert (1972), Versjinin i Tre systrar på Royal Exchange i Manchester 1984 och enmansföreställningen Doktor Glas som spelades både i England, Danmark och Sverige. Han medverkade även i ett avsnitt av den brittiska TV-serien Herrskap och tjänstefolk (Upstairs, Downstairs).
Sven Bertil Taube var bosatt i Fulham och avled i London av naturliga orsaker den 11 november 2022.
Efter eget önskemål spreds Taubes aska i havet utanför faderns sommarställe Sjösala.

### Privatliv
Sven-Bertil Taube var 1958–1962 gift med skådespelerskan Inger Åhman; i detta äktenskap föddes sonen Jesper Taube (född 1960). Han är även far till en dotter född 1965 i ett förhållande med journalisten Gunilla Thorgren. År 1975 gifte han sig med skådespelerskan och regissören Ann Zacharias, men de skildes samma år. Tillsammans fick de dottern Sascha Zacharias (född 1979). Från 1985 till sin död var han gift med dansösen Mikaela Rydén (född 1959). Makarna fick en son född 1994.

## Självbiografi
- Taube, Sven-Bertil; Karlsson Petter, Forsell Jacob (2007). Ord och många visor. Stockholm: Bonnier. Libris 10415145. ISBN 978-91-0-011341-4 (inb.)

## Priser och utmärkelser
- 1970 – Grammis för albumet Evert Taube i kategorin "Årets produktion av visa eller folkmusik I" (tillsammans med Ulf Björlin)[14]
- 1975 – Evert Taube-stipendiet
- 1994 – Guldbaggen för bästa manliga huvudroll i Händerna[15]
- 1995 – Nils Ferlin-Sällskapets trubadurpris
- 2002 – Cornelis Vreeswijk-stipendiet[16]
- 2002 – Litteris et Artibus[17]
- 2006 – Olle Adolphsons minnespris
- 2008 – Lisebergsapplåden[18]
- 2009 – Thore Ehrling-stipendiet
- 2011 – Guldbaggen för bästa manliga huvudroll i En enkel till Antibes[19]
- 2014 – Hedersgrammis "för sitt livslånga arbete med musik"[20]
- 2015 – Grammis för Hommage i kategorin "Årets folkmusik/visa"[14]
- 2015 – Medaljen för tonkonstens främjande[21]
- 2015 – Kungliga priset[22]
- 2016 – Stipendiet ur Timmermansordens fond till Bo Setterlinds minne.[23]
- 2021 – Andliga människor i vår nutids pris[24]

## Diskografi

### Album
- 1954 – Swedish Folk Songs & Ballads (10" LP)
- 1960 – Carl Michael Bellman
- 1960 – Sven-Bertil Taube sjunger Evert Taube
- 1961 – Nils Ferlin
- 1962 – Skillingtryck och andra fina visor från flera sekler
- 1963 – Carl Michael Bellman, volym 2
- 1964 – Tiggarens opera
- 1964 – Erik Axel Karlfeldt
- 1965 – Pastime with Good Company (med Dorothy Dorow)
- 1967 – Sjunger 22 barnvisor/3 sagor
- 1967 – Carl Jonas Love Almqvist (med Lilian Sjöstrand)
- 1968 – Peter och vargen/Orkesterguide för ungdom
- 1968 – Visor (Utökad utgåva av Swedish Folk Songs & Ballads)
- 1970 – Evert Taube
- 1972 – 12 visor av Evert Taube
- 1973 – Ulf Peder Olrog
- 1974 – Sjunger Mikis Theodorakis
- 1975 – Caballero! Visor och ballader av Evert Taube
- 1976 – Sings Mikis Theodorakis (samma visor som "Sjunger" men på engelska)
- 1977 – A Swedish Musical Odyssey
- 1978 – Borta bra men hemma bäst. Visor och ballader av Evert Taube
- 1979 – Närmare dig
- 1980 – Många hundra gröna mil – på Berns Salonger (Live)
- 1981 – Sjunger Leo Ferré
- 1981 – I and Albert. A New Musical
- 1983 – Inbjudan till... Ord och toner av Evert Taube
- 1985 – Årstider
- 1990 – Tango
- 1993 – ¡Inspiración Argentina!
- 1993 – Sven-Bertil Gunnar Evert Taube sjunger Evert Taube 1950–93 (5-cd-samling)
- 2007 – Alderville Road
- 2013 – Taube tolkar Taube
- 2014 – Hommage
- 2015 – Hommage Vol. 2
- 2017 – Så länge skutan kan gå

### EP
- 1956 – Sjunger visor av Carl Michael Bellman och Birger Sjöberg
- 1958 – Visor oss emellan (med Olle Adolphson)
- 1958 – Pajas för en dag

## Film och TV i urval
- 1949 – Sjösalavår
- 1964 – Drömpojken [7]
- 1964 – Att älska
- 1965 – För vänskaps skull
- 1965 – Tills. med Gunilla månd. kväll o. tisd.
- 1966 – Ön
- 1967 – Det var en gång två älskande
- 1967 – Puss & kram
- 1968 – Het snö
- 1968 – Lejonsommar
- 1969 – Mej och dej [7]
- 1969 – Håll polisen utanför (TV-serie)
- 1969 – Sixtynine 69 [7]
- 1970 – Marionett i kedjor (Puppet on a Chain)
- 1970 – Smörblommekedjan (The Buttercup Chain)
- 1970 – Herrskap och tjänstefolk (TV-serie) [7]
- 1975 – Lejonet och jungfrun
- 1976 – Örnen har landat (The Eagle Has Landed)
- 1979 – Krigets Vargar (Game for Vultures)
- 1985 – August Strindberg: Ett liv (TV-serie)
- 1988 – Folk och rövare i Kamomilla stad
- 1991 – Ålder okänd (TV-serie)
- 1994 – Händerna
- 1996 – Jerusalem
- 1996 – Sånt är livet
- 1998 – Toffelhjältar (TV-serie)
- 2000 – Födelsedagen
- 2001 – Atlantis - En försvunnen värld (röst som Rourke)
- 2001 – Återkomsten (TV-serie) (miniserie)
- 2003 – Swedenhielms (TV-serie) (TV-pjäs)
- 2004 – Tre solar
- 2004 – Danslärarens återkomst (TV-serie)
- 2005 – Störst av allt
- 2006 – Stjärnorna på Slottet (TV-serie)
- 2007 – Arn - Tempelriddaren
- 2008 – Åkalla (TV-serie)
- 2009 – Män som hatar kvinnor
- 2011 – En enkel till Antibes
- 2011 – Anno 1790 (TV-serie)
- 2016 – Jag älskar dig – en skilsmässokomedi
- 2017 – Möte om eftermiddagen
- 2018 – Livet på Dramaten (TV-serie)

## Teater

### Roller (ej komplett)
| År   | Roll                                          | Produktion                                                      | Regi                       | Teater                     |
| ---- | --------------------------------------------- | --------------------------------------------------------------- | -------------------------- | -------------------------- |
| 1960 | En kapten Bernardo                            | Hamlet William Shakespeare                                      | Alf Sjöberg                | Dramaten                   |
| 1960 | Leslie                                        | Gisslan (The hostage) Brendan Behan                             | Per-Axel Branner           | Dramaten                   |
| 1961 | Pembroke                                      | Kung John (The Life and Death of King John) William Shakespeare | Alf Sjöberg                | Dramaten                   |
| 1961 | Tora                                          | Kattorna Walentin Chorell                                       | Mimi Pollak                | Dramaten                   |
| 1962 | Kadett James Hogan                            | Resan (Le voyage) Georges Schehadé                              | Alf Sjöberg                | Dramaten                   |
| 1963 | Victor, 9 år                                  | Victor eller När barnen tar makten Roger Vitrac                 | Mimi Pollak                | Dramaten                   |
| 1963 | SS-man 1 Patrullerande 1                      | Svejk i andra världskriget Bertolt Brecht                       | Alf Sjöberg                | Dramaten                   |
| 1963 | Macheath                                      | Tiggarens opera John Gay                                        | Per-Axel Branner           | Dramaten                   |
| 1964 | Medverkande                                   | Å vilket härligt krig Charles Chilton                           | Jackie Söderman            | Dramaten                   |
| 1965 | En annan fältväbel                            | Mutter Courage Bertolt Brecht                                   | Alf Sjöberg                | Dramaten                   |
| 1967 | Vännen Pajazzon Rugbyspelaren Tredje spelaren | Om fem år Federico Garcia Lorca                                 | Donya Feuer                | Dramaten                   |
| 1972 | Albert                                        | I and Albert Charles Strouse, Lee Adams och Jay Allen           | John Schlesinger           | Piccadilly Theatre, London |
| 1982 | Herb                                          | Hollywood nästa Neil Simon                                      | Herman Ahlsell             | Lisebergsteatern           |
| 1992 | Arnolphe                                      | Hustruskolan Molière                                            | Hans Polster               | Helsingborgs stadsteater   |
| 1996 | Philip                                        | Toffelhjältar Alan Ayckbourn                                    | Anders Albien              | Nöjesteatern               |
| 1999 | Oliver Warbucks                               | Annie Charles Strouse, Thomas Meehan och Martin Charnin         | Trond Lie                  | Göta Lejon                 |
| 2018 | Sir                                           | Påklädaren Ronald Harwood                                       | Eva Dahlman (skådespelare) | Dramaten                   |